# Coloană (militară)

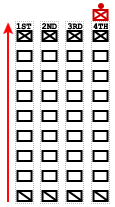
Coloană tactică

O coloană militară este o formație de soldați care mărșăluiesc împreună într-unul sau mai multe rânduri, în care rândul  este semnificativ mai lung decât lățimea formației. Formarea coloanelor a permis mișcarea rapidă a trupelor și un atac foarte eficient (datorită densității) și permitea rapid transformarea în careu, pentru a rezista atacurilor de cavalerie, dar prin natura sa, doar o fracțiune din soldați puteau deschide focul. 

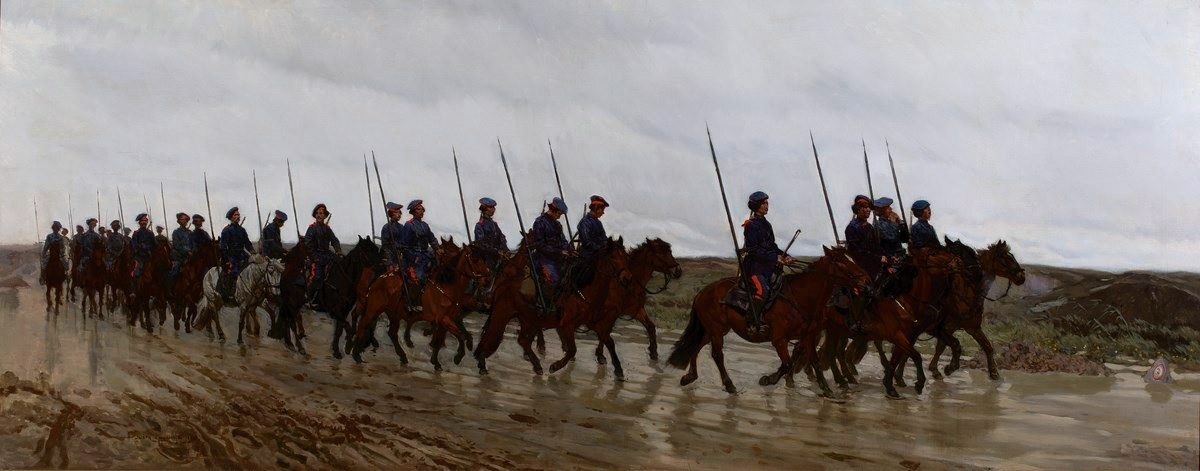
O coloană de cazaci (1881).

Formația de linie oferea, față de coloană, un front mai mare pentru muschete , permițând o capacitate de foc mai mare, dar necesita o pregătire intensivă a soldaților astfel încât în timpul avansării aceștia să păstreze formația.  
În prezent se folosește tactica pentru vehicule, trupe și nave.   

## Războaiele Napoleoniene
În primele etape ale războaielor revoluției franceze, batalioanele din armatele franceze au atacat adesea coloană, în încercarea de a trece prin liniile inamice, prin utilizând forța brută dată de această formație. Împotriva unităților inamice deja slăbite de focul de la infanteriei sau artileriei, acestă tactică a avut adesea succes. Mai târziu, în timpul războaielor napoleoniene, unitățile franceze se apropiau în  coloană și se desfășurau în linie atunci când se apropiau de inamic. Cu toate acestea, frecvent împotriva britanicilor, ei nu au reușit să se desfășoare în linie înainte de a fi angajați în lupta.  În timpul războiului peninsular, după bătălia de la Sabugal (3 aprilie 1811), ducele de Wellington a scris: „Pierderea noastră este mult mai mică decât s-ar fi presupus posibil, aproape 200 de oameni ... cu adevărat aceste atacuri împotriva liniilor noastre cu coloane de bărbații sunt de mizerabile ”.  Eșecul tacticii era  evident la bătălia de la Waterloo din 1815,  determinându-l pe Wellington să comenteze: „Au venit în mod învechit și i-am învins în mod învechit”.  
Istoricul militar James R. Arnold susține că toate armatele perioadei au folosit formațiuni de coloane uneori pe câmpul de luptă; istoricul militar Sir Charles Oman este creditat cu teoria potrivit căreia francezii au atacat practic întotdeauna în coloane grele, și abia în prezent este respinsă această teorie presupus eronată, propagată de alți autori britanici și americani.  

## Galerie

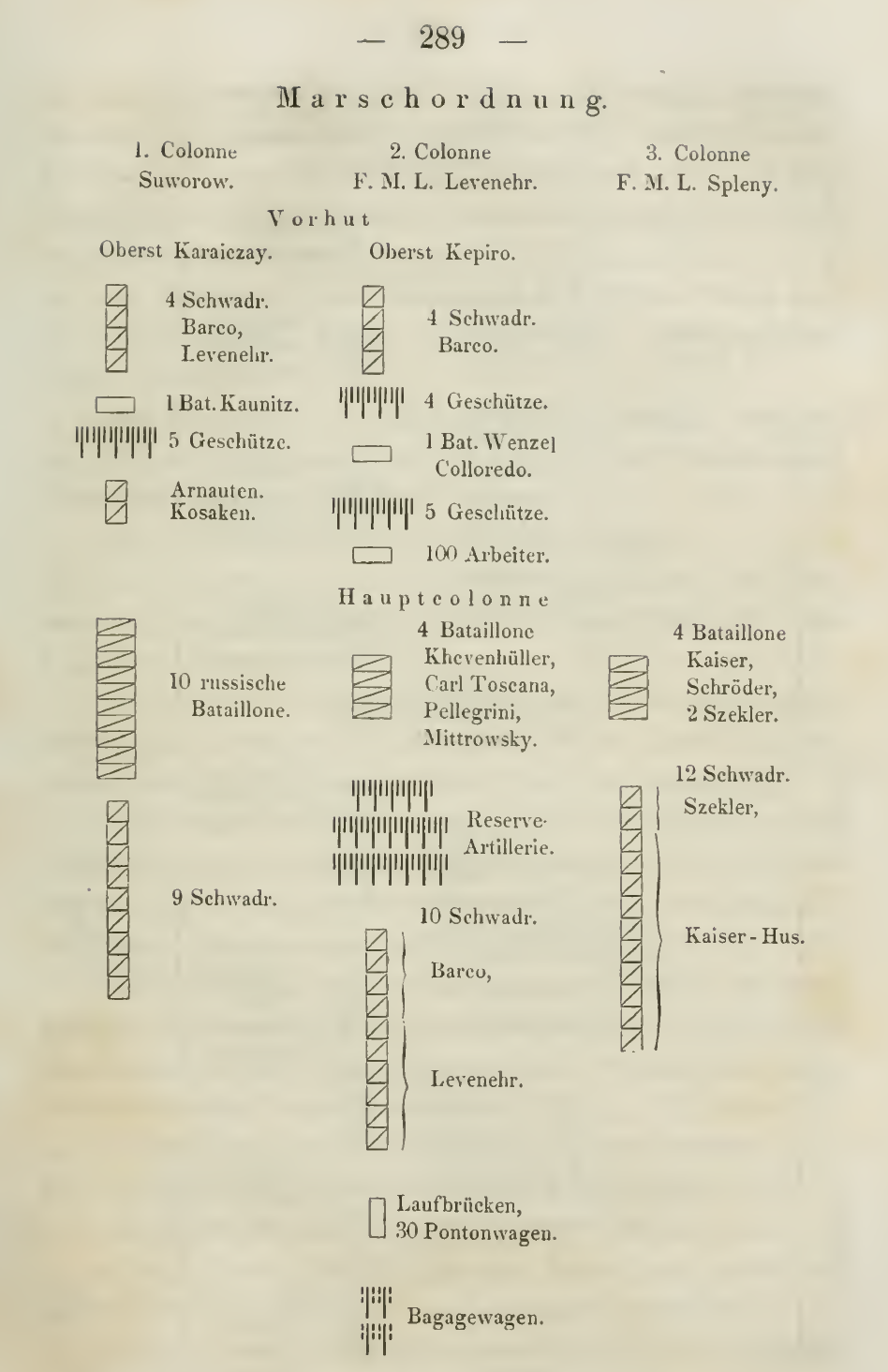
Ordin de marș în coloane -Bătălia de la Focșani 1789